# Хименес, Диего Рафаэль
Диего Рафаэль Хименес Эрнандес (исп. Diego Rafael Jiménez Hernández; 18 сентября 1988, Гвадалахара, Мексика) — мексиканский футболист, нападающий клуба «Тампико Мадеро».

## Клубная карьера
Хименес — воспитанник клуба «Крус Асуль». В 2008 году Диего начал выступать за фарм-клуб «Крус Асуль Идальго» в Лиге Ассенсио. 1 марта 2009 года в матче против «Атланте» он дебютировал в мексиканской Примеры. Летом 2011 года в поисках игровой практики Хименес перешёл в «Венадос». 30 июля в матче против «Некаксы» он дебютировал за новый клуб. 25 сентября в поединке против «Ла-Пьедада» Диего забил свой первый гол за «Венадос».
В начале 2013 года Хименес вернулся в элиту, подписав соглашение с «Атланте». 6 января в матче против «Пачуки» он дебютировал за новую команду. 8 августа в поединке Кубка Мексики против своего предыдущего клуба «Венадос» Диего забил свой первый гол за «Атланте».
Летом 2014 года Хименес подписал контракт с Лобос БУАП. 19 июля в матче против «Атлетико Сан-Луис» он дебютировал за новую команду. В этом же поединке Диего сделал «дубль», забив свои первые голы за Лобос БУАП. 13 сентября в матче против «Дорадос де Синалоа» он сделал хет-трик. В своём дебютном сезоне Хименес стал лучшим бомбардиром чемпионата. 19 марта 2016 года в поединке против «Мурсилагос» он сделал хет-трик. В 2017 году Диего во второй раз стал лучшим бомбардиром чемпионата и помог клубу выйти в элиту. 30 июля в матче против «Керетаро» он дебютировал за команду на высшем уровне.

## Достижения
Индивидуальные
- Лучший бомбардир Лиги Ассенсо (10 голов) — 2014
- Лучший бомбардир Лиги Ассенсо (10 голов) — 2017